# فرانسيس بانرمان
فرانسيس بانرمان هي كاتِبة وشاعرة كندية، ولدت في 1855، وتوفيت في 1940.